# Kababina aquilonia
Kababina aquilonia là một loài nhện trong họ Stiphidiidae.
Loài này thuộc chi Kababina. Kababina aquilonia được V. T. Davies miêu tả năm 1995.